# إعصار فلورنس (2018)
إعصار فلورنس (بالإنجليزية: Hurricane Florence)‏ هو إعصار نشط خلال موسم أعاصير المحيط الأطلسي في شهر سبتمبر من عام 2018. والإعصار من الدرجة الرابعة وهو الأشد الذي ضرب المنطقة منذ ثلاثة عقود.
طلبت السلطات الأمريكية يوم الثلاثاء 11 سبتمبر 2018 من حوالي مليون شخص من ساكني المناطق الساحلية مغادرة منازلهم، تأهبًا لوصول الإعصار فلورنس إلى السواحل الشرقية للولايات المتحدة والمتوقع مجيئه يوم الخميس. وأعلنت ولاية واشنطن حالة الطوارئ، فيما قررت عدة ولايات إجلاء السكان.
وحذرت السلطات من احتمال ارتفاع في منسوب المياه على السواحل ومن حدوث سيول واسعة النطاق بخاصة إذا استمر الإعصار على اليابسة لعدة أيام، مع هطول الأمطار. يعدّ هذا الإعصار هو الأشد الذي يهدد الأراضي الأمريكية هذا العام، ويعتبر الأول من حيث قوته الذي يستهدف ولايتي كارولاينا الشمالية وكارولاينا الجنوبية منذ عام 1989 عندما اجتاح الإعصار هوجو منطقة تشارلستون في ساوث كارولاينا.
تسبب الإعصار في هطول الأمطار الغزيرة على ولاية كارولاينا الشمالية، يوم الأحد 16 سبتمبر 2018، وتدمير الآلاف من المنازل ووصول منسوب المياه في الأنهار إلى مستوى الفيضان. وكان عدد الوفيات ما لا يقل عن 15 شخصا
، ثم ارتفع عدد الوفيات إلى حوالي 31 شخصًا في ولايتي كارولينا قبل أن يبدأ بالتلاشي نهاية يوم الثلاثاء 18 سبتمبر 2018.

## التاريخ
بحلول 28 آب/أغسطس 2018 رصدَ المركز الوطني للأعاصير (NHC) موجة استوائية أخدودية منخفضة مُتجهة صوبَ أفريقيا الغربية ومن المُحتمل مرورها باتجاه الولايات المتحدة في في غضون خمسة أيام لاحقة. تأكّدَ المركز الوطني في وقت لاحق أن العاصفة عبارة عن إعصار استوائي من المحتمل أن يخلف أضرارًا كارثية في حالة ما لم يتم الاستعداد له بشكل جيد. انخفضَ الإعصار على طول ساحل السنغال وذلك يوم 30 أغسطس من نفس العام. ثم سرعان ما عاد وتشكل من جديد وذلك بسبب وفرة الرطوبة فضلا عن الرياح القصيّة، ثم تطوّر وتنظم أكثر بسبب الحمل الحراري في الغلاف الجوي. بالرغم من كل هذا فلم تكن معالم العاصفة قد توضحت أكثر مما شكل تهديدًا حقيقيًا للرأس الأخضر. في السياق ذاته؛ أصدرَ المركز الوطني للأعاصير عديد التحذيرات من احتمال هبوب ست أعاصير مدارية في يوم واحد. تسببت الاضطرابات الجويّة في تكون رياح شرقية تجارية مرّت عدد منَ المناطق. في نهاية 31 أغسطس حذر المركز الوطني من أن تلك الأعاصير الاستوئية قد مرت من الجنوب إلى منطقة سانتياغو في الرأس الأخضر. انخفضَ الضغط الجوي على الجزيرة إلى 1005 مليبار وذلك بحدود الساعة 18:00 بالتوقيت العالمي.
بحلول 1 أيلول/سبتمبر؛ تحوّل الإعصار إلى حزام الضغط المرتفع شبه المداري ثم اتجهَ صوبَ الشمال. قرّر المركز الوطني في نهاية المطاف تسمية الإعصار باسم فلورنس مؤكدًا في الوقت ذاته على أنّ أقصى سرعة الرياح قد وصلت إلى 60 ميل/س (95 كم/س) وذلك بحلول 09:00 بالتوقيت العالمي المنسق من يوم 2 أيلول/سبتمبر. بدأت التقلبات تظهرُ في المنظمة بكثافة منذ 3 أيلول/سبتمبر. تصاعدت شدّة الإعصار شيئًا فشيئًا ثم سرعان ما اكتشف المركز الوطني للأعاصير عينه وتحقّق من أن قوّة الإعصار قد بلغت حوالي 1,240 ميل (2,000 كـم) بحلول الرابع من سبتمبر وذلك في الغرب الشمالي لجزر الرأس الأخضر. بشكل غير متوقع؛ دخلت العاصفة تعمقًا سريعًا في منطقة صغيرة مُنخفضة ثم ازادات قوته وشدّته. في الوقت ذاته وبعد إصدار تحذير آخر من المركز الوطني بدأت حكومة الولايات المتحدة الاستعدادت في ولاية كارولينا ونفس الأمر في منطقة الرأس الأخضر. استمرّ إعصار فلورنس في التكثف وبات قويًا كفاية -حسب المركز- عندَ الساعة 12:35 بالتوقيت العالمي المنسق من يوم 5 أيلول/سبتمبر.
ارتفعت سرعة الرياح إلى 130 ميلا في الساعة (215 كم/ساعة) كما انخفض الضغط إلى 953 مليبار وصُنّف كإعصار من المستوى الرابع حسب مقياس سفير-سمبسون. انطلق الإعصار من نقطة 22°42′N 46°36′W / 22.7°N 46.6°W ثم وصلَ إلى خط طول 50° غرب.
زادت شدّة الإعصار بشكل غير متوقع يومي 6 و7 أيلول/سبتمبر ثم تبدد قليلا لكنّه سرعان ما عاد. كشفت بيانات مراكز الأرصاد الجوية أن عاصفة فلورنس قد أصبحت إعصار استوائي بحلول 03:00 بالتوقيت العالمي المنسق. تزامنًا مع هذا وصفَ مركز روبي بيرغ للأرصاد الجوية إعصار فلورنس بأنه نبوءة ذاتية الفشل" وذلك بسبب الفروق البيئية. أظهرَ التنبؤ الرقمي للطقس أن العاصفة لا زالت قائمة وستؤثر بشكل كبير على الجنوب الشرقي للولايات المتحدة.

## الاستعدادات

### الرأس الأخضر
بعدما حُدِد الإعصار وشدته يوم 30 سبتمبر أصدرت حكومة الرأس الأخضر تحذيرات بخصوص عاصفة استوائية ستضربُ جزر برافا وفوجوو سانتياغو. ألغت شركات الطيران المحلية حوالي 20 رحلة وذلك في 31 أغسطس و1 سبتمبر. توقفَ السفر البحري كذلك في نفس الفترة. نصحت نشرات أخبار الطقس الدورية البحارة بالابتعاد عن الجزر بسبب ارتفاع مستوى سطح البحر والذي وصلَ في بعض المناطق إلى خمسة أمتار. تحت تهديد الموجات؛ عملت الوقاية المدينة للرأس الأخضر على إجلاء 125 شخصًا معظمهم من كبار السن. قامت الحكومة كذلك بنشرِ عسكريين على طول السواحل للمساعدة في عمليات الإجلاء والحوادث الطارِئة. توقفت التحذيرات بخصوص العاصفة الاستوائية في الأول من أيلول/سبتمبر وذلط بعدما لم يعد يشكل أي تهديدٍ للأرخبيل. تحسبًا لأي ظروف معاكسة؛ عدّلت خطوط الرحلات البحرية النرويجية وأوقيانوسيا مسار الرحلات وذلك لتجنب العبور من طريق لا زال الإعصار يحوم حوله.

### الولايات المتحدة
أشارَ التنبؤ الرقمي للطقس أن الإعصار بات يُشكلُ تهديدًا متزايدًا على شرق الولايات المتحدة مما استدعى حاكم ولاية كارولينا الشمالية روي كوبر إلى إعلان حالة الطوارئ في السابع من أيلول/سبتمبر. أعلنَ الرئيس دونالد ترامب حالة الطوارئ في ولاية كارولينا الشمالية كما منح الولاية حقّ الوصول إلى الأموال الاتحادية للدولة. بين عشية وضحاها تم فرض حظر التجول في منطقة لومبيرتون وذلك حتّى انتهاء الإعصار. نفس الأمر فعلته ولاية كارولينا الجنوبية حيث فرضَ حاكمها هنري ماكماستر حظرًا للتجوال وناشد المواطنين بتفادي الخروج من منازلهم إلا عندَ الحاجة. بدأت شعبة إدارة الطوارئ في جنوب كارولينا (SCEMD) حشد الموارد الغدائية وكل ما يستلزم لتفادي وقوع الأسوء. بدأت الاستعدادات على نطاق واسع لتفادي إمكانية وقوع كارثة حيث أشارت التنبؤات إلى أن إعصار فلورنس قد يُهدد البنية التحتية للدولة. امتدّ حظر التجول ليشملَ مدنًا أخرى مثلَ كونواي، ديلون وميرتل بيتش كما تم فرض نفس الحظر على مقاطعة هوري ومقاطعة ماريون.
بحلول 8 أيلول/سبتمبر أعلنَ حاكِمُ فرجينيا رالف نورذام حالة الطوارئ في المنطقة. ثم أعلنَ حاكم ميريلاند لاري هوجان في 10 أيلول/سبتمبر حالة الطوارئ على كامل المنطقة وذلك بسبب تهديد الفيضانات لحياة المواطنين. في اليوم الموالي؛ أعلنَ عمدة مدينة واشنطن العاصمة حالة الطوارئ على كامل منطقة كولومبيا بسببِ التهديدات على الصحة والسلامة الناجمة عن إعصار فلورنس.

#### الإخلاء والإغلاق
بدأت عمليان الإخلاء الإجباري للمقيمين والسائحين على جزيرة هاتيراس في مقاطعة دير يوم 10 أيلول/سبتمبر ثمّ توسعت أوامر الإجلاء إلى بقية أنحاء البلاد في اليوم التالي. شملَ الإجلاء عددًا من المناطق بما في ذلك أوتر بانكس في مقاطعة برونزويك يوم 11 أيلول/سبتمبر. قبل يوم من ذلك أمر هنري ماكماستر بإخلاء الشريط الساحلي بأكمله في كارولينا الجنوبية،  حيث تم نقل مليون شخص تقريبًا. في اليوم ذاته أمر حاكم فرجينيا رالف نورذام بإجلاء كل من في المناطق الساحلية المنخفضة في طريق هامبتون والشاطئ الشرقي. هناكّ تم نقل حوالي 245.000 شخص. عملت البحرية الأمريكية على تسطير 30 سفينة قُبالة ساحل فرجينيا وذلك لحماية السفن في خط الساحل. بشكل عام شملت عمليات الإجلاء الكثير من المناطق في كارولينا الشمالية وحدها وهي مقاطعة كارتريت، مقاطعة كرافن، مقاطعة أونسلو، مقاطعة بامليكو، مقاطعة تيريل، نورث توبسالي بيتش (كارولاينا الشمالية)، جزيرة إمرالد، جزيرة أوكراكوك، إنديان بيتش، شاطئ كوري، بين كنول، هولدن بيتش وكوريتوك في حين شملت عمليات الإجلاء الطوعية كلًا من مقاطعة بيرتي، مقاطعة نيوهانوفر وكوريتوك. أُغلقت المكاتب الحكومية في هذه المحافظات، كما تمّ فتح المخيمات للأشخاص الذين تم إجلاؤهم. أمرَ حاكم ولاية فرجينيا الغربية ببناء سور ضخم على طول الطريق السريع 77 الذي يفصلُ بين حدود فرجينيا في مقاطعة ميرسر وتشارلستون كما طالبَ بتحسين تدفق حركة مرور الأشخاص الذين تم إجلاؤهم. وبالإضافة إلى ذلك؛ طُلب من الفنادق والإقامات تخفيض أسعار الغرف والحجرات والمعسكرات حتى 18 سبتمبر من أجل تقديم المساعدة للجميع دون استثناء.

## التأثير

### الرأس الأخضر
تسببت الأمطار القوية والسيول الجارِفة في تخليف أضرار ماديّة متوسطة في جزيرتي برافا وفوجوو سانتياغو في الرأس الأخضر. تطورت الأوضاعُ فيما بعد حيثُ تسبّبت الأمطار في بعض الانهيارات الأرضية وحدوث فيضانات محلية. بالرغم من كل هذا فالآثار الناجمة عن العاصفة كانت محدودة نوعًا ما ولم تُخلف أيّ دمار قوي يُذكر.

### الولايات المتحدة

#### في اليابسة

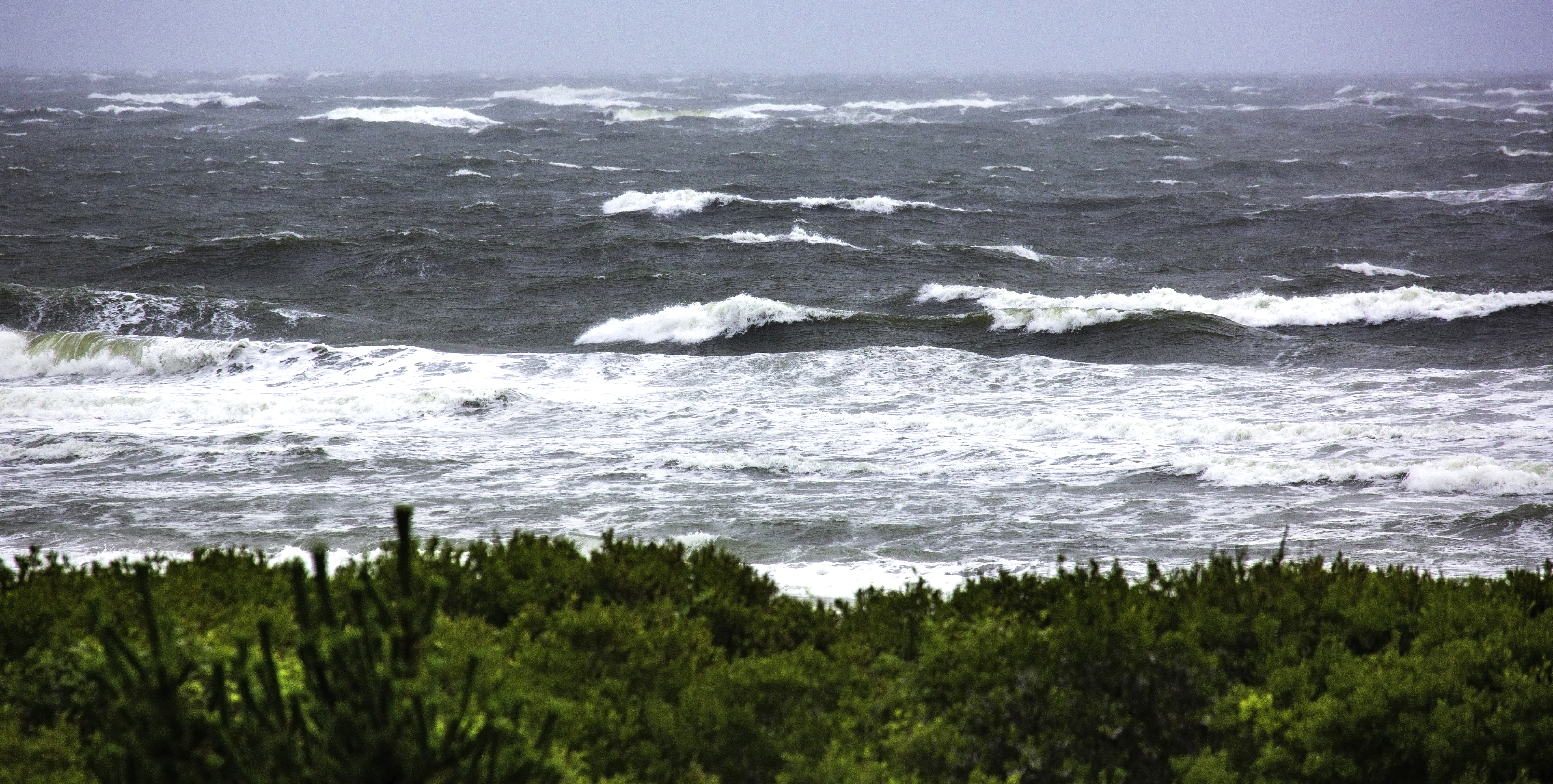
تشكل موجات عملاقة على طول ساحل نيو جيرسي في التاسع من أيلول/سبتمبر

تشكلت موجات ضخمة وعملاقة في بعض الأحيان في ساحل نيو جيرسي في التاسع من أيلول/سبتمبر مما دفع إدارة الموارد الطبيعية في ميريلاند إلى منع المواطنين من الوصول إلى الشاطئ إلى أجل غير مسمى.
بحلول 13 سبتمبر؛ كانت العواصف قد غمرت مدينة نيوبيرن بحوالي 6 قدم (1.8 م). ارتفعت مستويات المياه في الجانب الغربي وامتدت حتّى أورينتال التي سجلت ارتفاع المياه بحوالي 5.5 قدم (1.7 م) فوق المعدل الطبيعي. ذكرَ موظف في هيئة الإذاعة الأمريكية أن السلطات في غرينفيل وجاكسونفيل) قد أجبرت المواطنين على إخلاء منازلهم بسبب ارتفاع منسوب المياه. أشارت التقارير في وقت لاحق إلى أن حوالي 150 شخصًا كانوا في حاجة ماسّة إلى الإنقاذ في نيوبيرن بسبب الفيضانات الغزيرة.

#### في الساحل

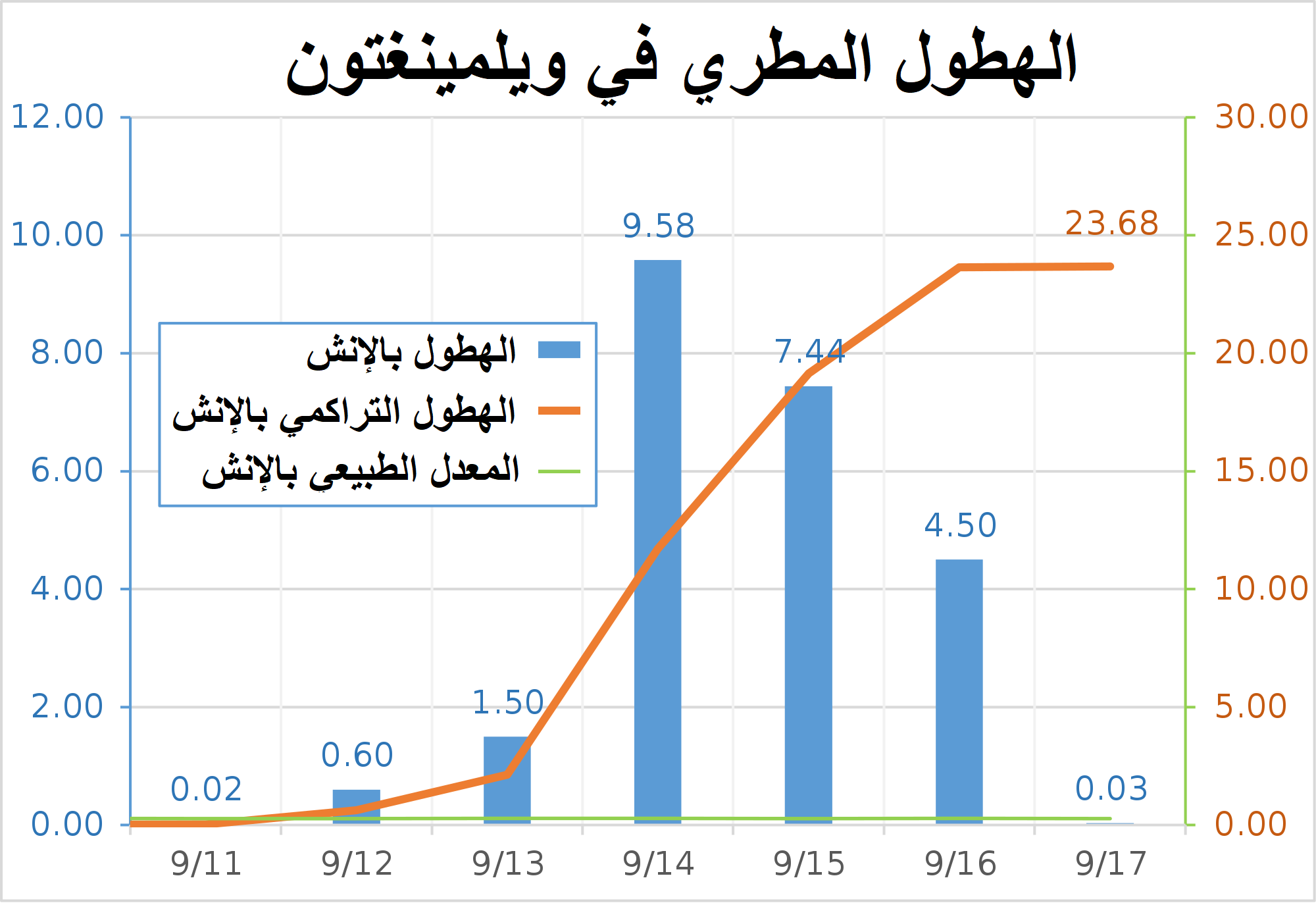
تسجيل مستويات قياسية من هطول الأمطار تزامنًا مع إعصار فلورنس في ويلمينغتون

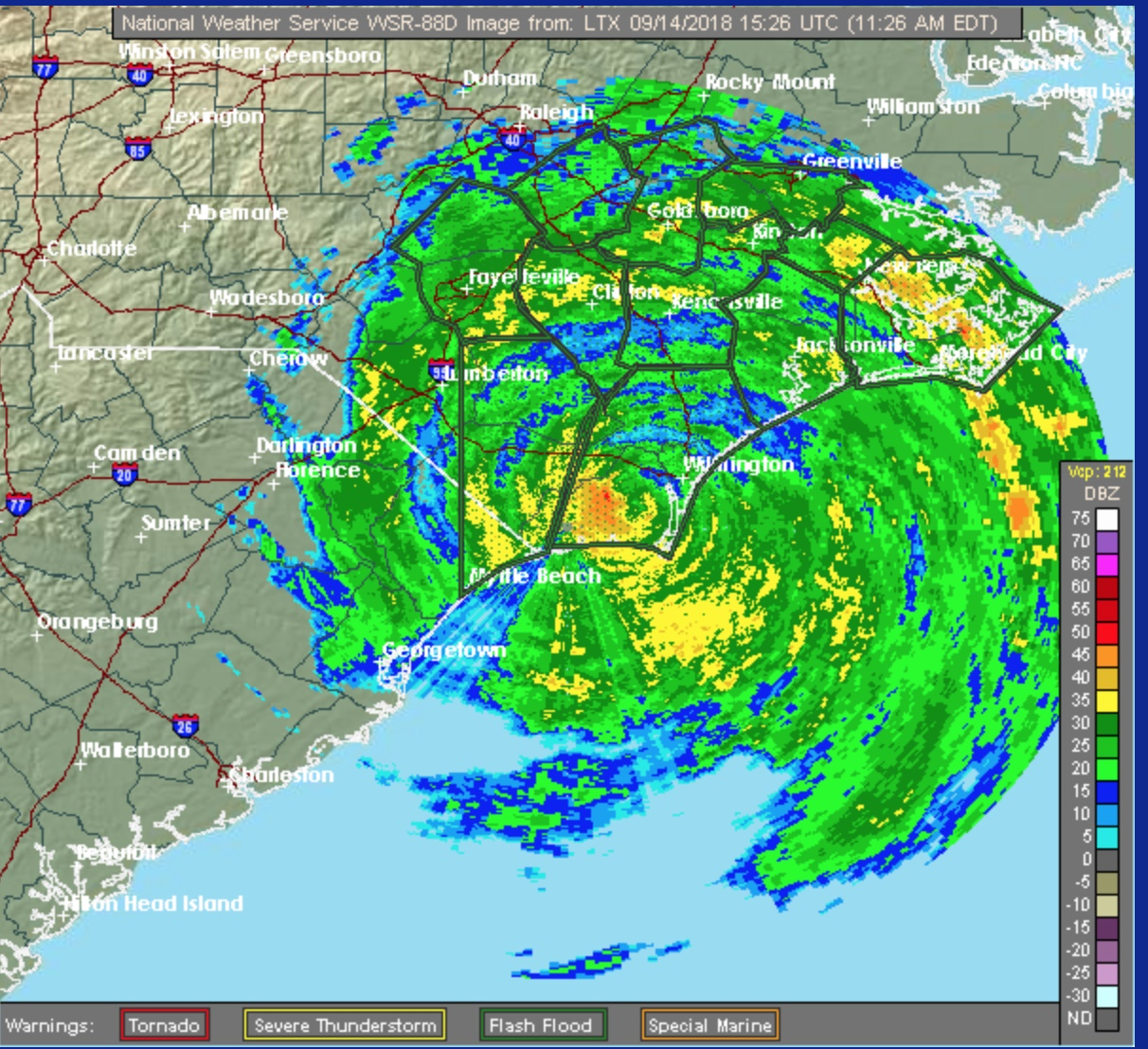
صورة رادار تُظهر إعصار فلورنس قبل سويعات قليلة من وصوله إلى اليابسة يوم 14 سبتمبر

وصلَ إعصار فلورنس إلى اليابسة يوم 14 سبتمبر. بحلول منتصف الصباح كان رجال الإنقاذ قد تمكنوا بالفعل من إجلاء أكثر من 200 شخص من مياه الفيضانات مع انتظار حوالي 150 آخرين لدورهم. تسببت العاصفة في قطع خدمة الكهرباء عن أزيد من 500.000 عميل في شمال وجنوب كارولينا كما خلفت ضررًا على سطح فندق في جاكسونفيل بولاية نورث كارولينا ممّا أدى إلى انهياره في صباح اليوم الموالي.
أثرت الأمطار الغزيرة على سواحل كارولينا التي سجّلت نسبة مطر قياسية. بالإضافة إلى ذلك؛ ساهمَ إعصار فلورنس في هطول أمطار عام كامل في ويلمينغتون. سجّلَ المرصد الجوي في كارولينا الشمالية 33.90 بوصة (861 مـم) من الأمطار في حين بلغت 18.13 بوصة (461 مـم) في ماريون بولاية كارولينا الجنوبية.
حوصرَت مدينة ويلمنجتون وأصبحت معزولة تماما، حيث أن جميع الطرق المؤدية لها غمرتها المياه ولم تعد سالكة. بقيت الغالبية العظمى من السكان دون كهرباء واعتبارا من 16 سبتمبر تمّ إغلاق مطار وميناء المدينة أيضًا. على الرغم من أن خدمة الهاتف الخليوي بقيت مُشغلة إلا أن أرقام الطوارئ عانت من كثرة الطلبات حيثُ احتاجَ أكثر من 450 شخصًا في ويلمنجتون فقط فرق الطوارئ. انتشرت بعض التقارير التي أفادت بحصول عمليات نهب وسطو في ويلمنجتون حيث تمّ سرقة الملابس الرياضية والأحذية الرياضية كذلك خلال ذروة العاصفة. في وقت مبكر من يوم 17 سبتمبر وصل الإعصار إلى إلم سيتي في ولاية كارولينا الشمالية لكنّ قوته كانت قد تلاشت فعلا.

#### عدد الوفيات
| المنطقة            | الوفاة | الوفاة     | الوفاة  |
| المنطقة            | مباشرة | غير مباشرة | المجموع |
| ------------------ | ------ | ---------- | ------- |
| فلوريدا            | 2      | 0          | 2       |
| كارولاينا الشمالية | 16     | 11         | 27      |
| كارولاينا الجنوبية | 4      | 5          | 9       |
| فرجينيا            | 1      | 0          | 1       |
| المجموع            | 23     | 15         | 39      |

بلغ عدد الوفيات حوالي 39 شخصاً، منها 27 شخصا من ولاية كارولينا الشمالية فقط.

## ما بعد الإعصار
في أعقاب العاصفة؛ تأهب أكثر من 40.000 عامل من مختلف أنحاء الولايات المتحدة وكندا وسافروا باتجاه كارولينا لتقديم المُساعدة هناك حسب ما ذكرهُ معهد أديسون للكهرباء. قُتل في ولاية كارولينا الشمالية حوالي 3.4 مليون دجاجة و5500 خنزير نتيجة العاصفة القويّة وتعد هذه الأرقام ضعف ما تمّ تسجيله خلال إعصار ماثيو.